# 名古屋市交通局
名古屋市交通局（日语：／ Nagoya-shi Kōtsūkyoku */?）是日本名古屋市内的一家地方公營企業，主要經營范圍是名古屋市內的公共交通。

## 事業
- 名古屋市營地下鐵
- 名古屋市營巴士

## 外部連結
- 名古屋市交通局 （页面存档备份，存于）